# سرخرگ مغزی پسین
سرخرگ مغزی پسین یا شریان مغزی خلفی (به انگلیسی: Posterior cerebral artery) شاخه انتهایی سرخرگ قاعده‌ای است که حلقه ویلیس را کامل می‌کند. سرخرگ مغزی پسین از طریق سرخرگ ارتباطی پشتی به دستگاه سبات (کاروتید) پیوند می‌یابد. شاخه‌های سرخرگ سبات داخلی، دستگاه سبات را ایجاد می‌کنند که خون‌رسانی به قسمت پیشین مغز را برعهده دارند.
خاستگاه سرخرگ مغزی پسین، از محل دوشاخه شدن انتهائی سرخرگ قاعده‌ای (بازیلر) است.
دو سرخرگ مغزی پسین از نوک سرخرگ قاعده‌ای منشعب می‌گردند. سرخرگ مغزی پسین در تغذیه خونی ناحیه بینایی و ساختارهای دیگر در راه بینایی نقش دارد.

## نواحی خون‌رسانی
سرخرگ مغزی پسین دارای دو دسته انشعاب است که خود به شاخه‌های کوچکتر تقسیم می‌شوند:
- شاخه‌های قشری[۶] (کورتیکال)
- شاخه‌های مرکزی[۷]

پراکندگی و اختتام: شاخه‌های سرخرگ مغزی پسین در خون‌رسانی به نواحی زیر نقش دارند:
- لوب پس‌سری (اکسیپیتال)
- لوب گیجگاهی (تمپورال)
- تالاموس
- مغز میانی (قسمت پایک‌های مغزی و کالیکولوس فوقانی)
- شبکه کوروئید بطن سوم
- قسمت مرکزی بطن‌های طرفی
- فورنیکس
- گانگلیون‌های بازال